# 松尾欣枝
松尾 欣枝（まつお よしえ、1940年 - ）は、日本の研究者。奈良女子大学名誉教授。

## 人物
1940年福井県生まれ。元奈良女子大学大学院・人間文化研究科教授。福井県立若狭高等学校、奈良女子大学理学部理学科を経て、大阪市立大学大学院修了。学位：理学（博士）。卒業後は母校、奈良女子大学で助教授、教授を歴任。

## 経歴
- 1940年 - 福井県生まれ。
- 1959年 - 福井県立若狭高等学校卒業。
- 1963年 - 奈良女子大学理学部理学科卒業。
- 1965年 - 大阪市立大学大学院修了。同時に奈良女子大学で助手として勤務。
- 1989年 - 奈良女子大学理学部理学科助教授。
- 1997年 - 奈良女子大学大学院人間文化研究科教授。
- 2010年 - 定年退職。